# Kiril Terziev
Kiril Stoichev Terziev (en búlgaro: Кирил Стойчев Терзиев; Pétrich, 1 de septiembre de 1983) es un deportista búlgaro que compitió en lucha libre.
Participó en dos Juegos Olímpicos de Verano, obteniendo una medalla de bronce en Pekín 2008, en la categoría de 74 kg, y el decimocuarto lugar en Londres 2012.
Ganó dos medallas en el Campeonato Europeo de Lucha, plata en 2010 y bronce en 2009.

## Palmarés internacional
| Juegos Olímpicos   | Juegos Olímpicos  | Juegos Olímpicos  | Juegos Olímpicos |
| Año                | Lugar             | Medalla           | Categoría        |
| ------------------ | ----------------- | ----------------- | ---------------- |
| 2008               | Pekín (China)     | Medalla de bronce | 74 kg            |
| Campeonato Europeo |                   |                   |                  |
| Año                | Lugar             | Medalla           | Categoría        |
| 2009               | Vilna (Lituania)  | Medalla de bronce | 74 kg            |
| 2010               | Bakú (Azerbaiyán) | Medalla de plata  | 74 kg            |